# 漾江镇
漾江镇，原称脉地镇，是中华人民共和国云南省大理白族自治州漾濞彝族自治县下辖的一个乡镇级行政单位。

## 行政区划
漾江镇下辖以下地区：
脉地村、桑不老村、上邑村、紫阳村、江桥村、金盏村、安南村、抱荷岭村、荨麻箐村、湾坡村、阿家村和普坪村。